# Madeleine (rivière)
Pour les articles homonymes, voir Madeleine.
La Madeleine est une rivière du Territoire de Belfort en région Bourgogne-Franche-Comté, et un affluent de la Bourbeuse  donc un sous-affluent du Rhône par la Saône.

## Géographie
La Madeleine est une rivière qui prend sa source à 780 m d'altitude dans le fond d'une vallée sauvage du massif des Vosges, au pied du Baerenkopf, située sur la commune de Lamadeleine-Val-des-Anges. Après un parcours de 25,4 km, elle donne naissance, 440 m plus bas et après avoir rejoint la rivière de la Saint-Nicolas à Autrechêne, à la Bourbeuse.
Elle possède deux affluents principaux : le ruisseau de Bourg-sous-Châtelet à Anjoutey et l'Autruche (13,6 km) qui s'y jette à Novillard. Son bassin versant, hors Autruche, a une superficie de 45 km2.
Comme pour les autres rivières qui prennent leur source dans le massif des Vosges (la Savoureuse, la Rosemontoise...), le débit de la Madeleine peut varier dans d'énormes proportions au cours de l'année, passant d'un simple filet d'eau à l’étiage à l'aspect d'un rapide prêt à sortir de son lit. Les aménagements des rives effectués après la grande crue de 1990 limitent les risques d'inondation.
La Madeleine se caractérise par la diversité des milieux traversés :
- En amont d'Étueffont c'est une rivière de montagne au caractère sauvage, parsemée de rochers. C'est un secteur favorable à la vie piscicole, chabot, truite fario. On observe sur ses rives la bergeronnette, le cincle plongeur et le martin-pêcheur.
- Dans sa confluence avec la Bourbeuse et la Saint-Nicolas, elle traverse une zone marécageuse, puis des étangs, des pâturages et des zones agricoles.

La Madeleine est un cours d'eau de première catégorie dans sa partie amont, jusqu'à son passage sous la route départementale 419 au Moulin-des-Bois sur la commune de Bessoncourt.

### Communes traversées
La Madeleine traverse les quatorze communes : Lamadeleine-Val-des-Anges (source), Étueffont, Anjoutey, Saint-Germain-le-Châtelet, Bethonvilliers, Lacollonge, Menoncourt, Phaffans, Bessoncourt, Chèvremont, Petit-Croix, Fontenelle, Novillard, Autrechêne (confluence). 

## Hydrologie
La Madeleine traverse une seule zone hydrographique 'La Madeleine' (U231), de 92 km2 de superficie.